# Val d'Arry
Val d'Arry é uma comuna francesa na região administrativa da Normandia, no departamento de Calvados. Estende-se por uma área de 24,54 km². Em 2010 a comuna tinha 2 348 habitantes (densidade: 95,7 hab./km²).
A municipalidade foi estabelecida em 1 de janeiro de 2017 e consiste na fusão das antigas comunas de Noyers-Missy, Le Locheur e Tournay-sur-Odon. A comuna tem sua prefeitura em Noyers-Missy.